# Периферії Греції
Периферії Греції (грец. Περιφέρειες της Ελλάδας) — 13 адміністративних одиниць Греції, які за адміністративною реформою 1987 року, замінили регіони Греції. Відповідно до адміністративного поділу, запровадженого 1997 року, 13 периферій поділяються на 54 номи Греції.

## Історія
1 січня 2011 року набрав чинності новий адміністративний поділ Греції, згідно з програмою «Каллікратіс»: периферії Греції стануть фінансово і адміністративно незалежними одиницями. Запроваджені виборні посади голів адміністрацій периферій — периферіархів, які вперше обрані на місцевих виборах 7 і 14 листопада 2010 року.
Натомість скасовані номархії замінені периферійними одиницями, які в кількох периферіях збігаються із колишніми номами. Однак зокрема в периферіях Аттика і Крит периферійні одиниці визначені у своїх кордонах без врахування меж колишніх номів, виходячи виключно із економіко-територіального обґрунтування.

## Перелік периферій

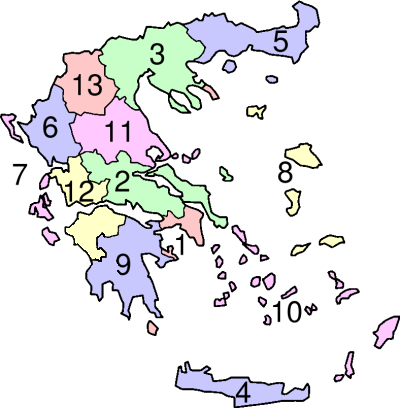
Адміністративний поділ Греції

| Номер | Периферії                  | Столиця   | Площа, км² | Населення |
| ----- | -------------------------- | --------- | ---------- | --------- |
| 1     | Аттика                     | Афіни     | 3 808      | 3 761 810 |
| 2     | Центральна Греція          | Ламія     | 15 549     | 605 329   |
| 3     | Центральна Македонія       | Салоніки  | 18 811     | 1 871 952 |
| 4     | Крит                       | Іракліон  | 8 259      | 601 131   |
| 5     | Східна Македонія та Фракія | Комотіні  | 14 157     | 611 067   |
| 6     | Епір                       | Яніна     | 9 203      | 353 820   |
| 7     | Іонічні острови            | Керкіра   | 2 307      | 212 984   |
| 8     | Північні Егейські острови  | Мітилена  | 3 836      | 206 121   |
| 9     | Пелопоннес                 | Каламата  | 15 490     | 638 942   |
| 10    | Південні Егейські острови  | Ермуполіс | 5 286      | 302 686   |
| 11    | Фессалія                   | Лариса    | 14 037     | 753 888   |
| 12    | Західна Греція             | Патри     | 11 350     | 740 506   |
| 13    | Західна Македонія          | Козані    | 9 451      | 301 522   |
| —     | Айон Орос (автономія)      | Карієс    | 390        | 2 262     |